# Yougoslavie aux Jeux olympiques d'hiver de 2002
La Yougoslavie participe aux Jeux olympiques d'hiver de 2002 à Salt Lake City.

## Athlètes engagés
Les Yougoslaves sont présents durant ces Jeux dans deux sports : le ski alpin et le bobsleigh.